# 몬테크리스토 백작
《몬테크리스토 백작》(프랑스어: Le Comte de Monte-Cristo 르 콩트 드 몽테크리스토[*])은 프랑스 작가 알렉상드르 뒤마가 1844년부터 1846년까지 연재한 모험 소설이다. 이 작품은 《삼총사》와 함께 작가의 가장 인기 있는 작품 중 하나이다. 다른 많은 소설과 마찬가지로 이 작품도 공동 작가이자 대필가인 오귀스트 마케가 제안한 줄거리 개요를 바탕으로 확장되었다.
이야기는 1815년부터 1839년까지의 역사적 사건들, 즉 부르봉 왕정복고부터 루이 필리프의 통치 시기 동안 프랑스, 이탈리아, 지중해의 섬들을 배경으로 펼쳐진다. 소설은 나폴레옹이 첫 번째 유배지인 엘바섬을 떠나 백일천하를 시작한 날부터 시작된다. 이러한 역사적 배경은 희망, 정의, 복수, 자비, 용서를 중심 주제로 다루는 이 모험 이야기의 근본적인 요소이다.
약혼녀 메르세데스와 결혼하기 직전, 상선 파라옹 호의 19세 프랑스인 일등항해사 에드몽 당테스는 반역 혐의로 거짓 고발을 당해 체포되어 재판도 없이 마르세유 앞바다의 음침한 요새 섬인 이프 성채에 투옥된다. 동료 수감자인 파리아 신부는 연적 페르낭 몬데고(페르낭 드 모르세르), 질투심 많은 선원 당글라르, 이중적인 행태를 보인 검사 드 빌포르가 그의 투옥에 책임이 있다고 정확히 추론해낸다. 오랜 투옥 생활 동안 파리아는 당테스를 교육하고, 자신의 죽음이 임박했음을 알고서 자신이 발견한 보물 창고를 찾아내도록 그를 독려한다. 파리아가 죽은 후 당테스는 탈출에 성공하여 보물을 찾아낸다. 엄청난 부와 권력을 지닌 신비로운 몬테크리스토 백작이 된 그는 1830년대 파리 상류 사회에 진입하여 자신의 복수를 시작한다.

## 줄거리

### 마르세유와 이프 성채

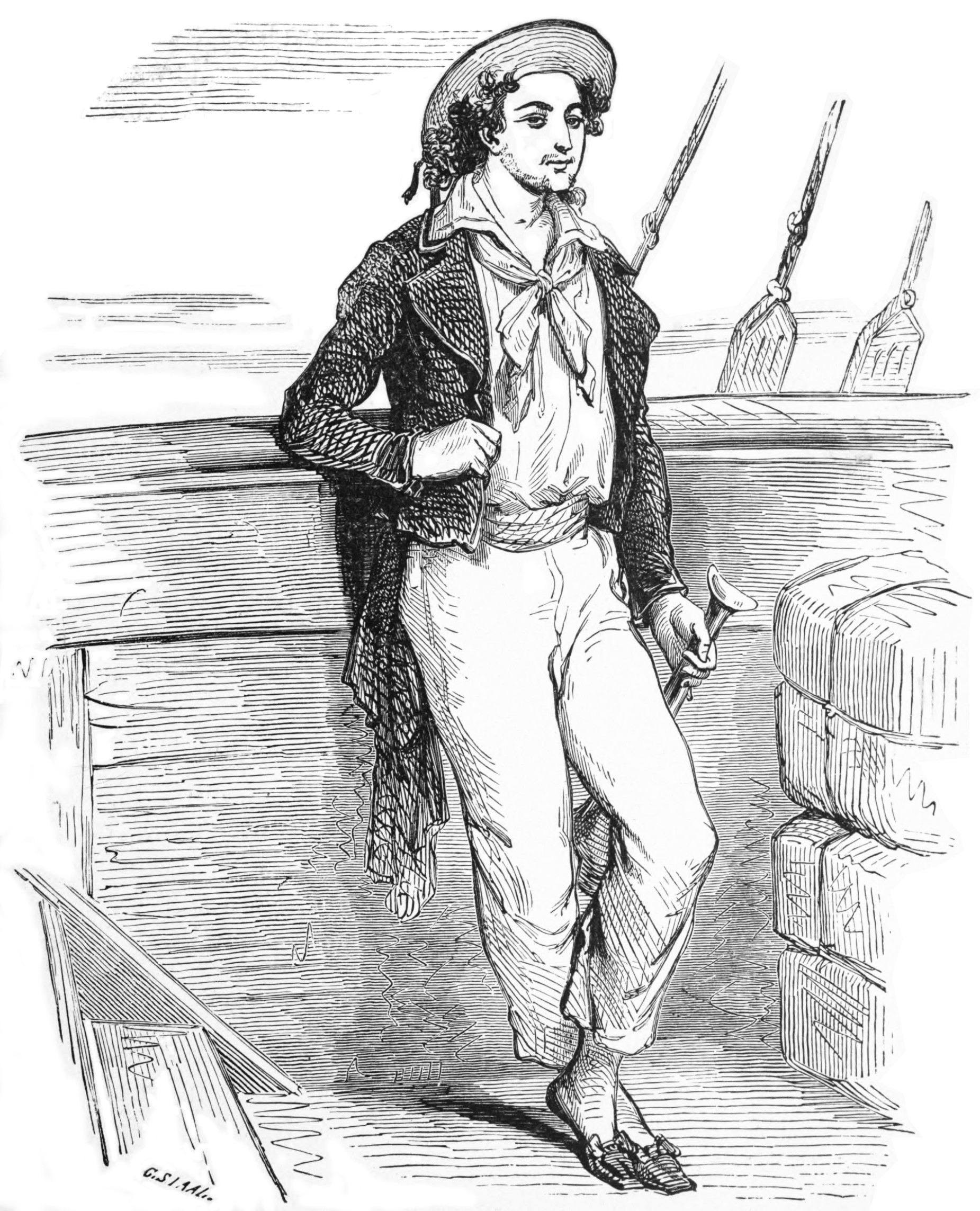
주인공 에드몽 당테스의 삽화

1815년 나폴레옹이 엘바섬을 탈출한 날, 에드몽 당테스는 선장 르클레르가 사망한 후 파라옹 호를 이끌고 마르세유로 귀항한다. 선주 모렐은 당테스를 다음 선장으로 임명하기로 한다. 르클레르는 임종 직전 당테스에게 두 가지를 부탁했다. 하나는 나폴레옹과 함께 유배된 베르트랑 장군에게 소포를 전달하는 것이고, 다른 하나는 엘바섬에서 보내온 편지를 파리의 보나파르트주의자 누아르티에에게 전달하는 것이었다.
선원 당글라르는 당테스가 빠르게 승진하는 것에 질투를 느낀다. 당테스가 카탈루냐 출신 약혼녀 메르세데스와 결혼식을 올리기 전날, 당글라르는 메르세데스의 사촌이자 그녀를 흠모하는 페르낭 몬데고를 만나 당테스를 보나파르트주의자로 익명으로 고발하는 계략을 꾸민다. 당테스의 이웃인 카드루스도 그 자리에 있었다. 그 역시 당테스를 질투했지만, 음모에 반대했음에도 술에 취해 이를 막지 못했다.
결혼식 당일 당테스가 체포되었으나, 비겁한 카드루스는 입을 다물었다. 마르세유의 검사 대리인 빌포르는 누아르티에의 아들이었다. 자신의 아버지가 보나파르트주의자라는 사실이 알려져 정치적 경력이 파탄 날 것을 우려한 그는 편지를 파기하고 당테스를 재판도 없이 종신형을 선고해 입을 막아버렸다.

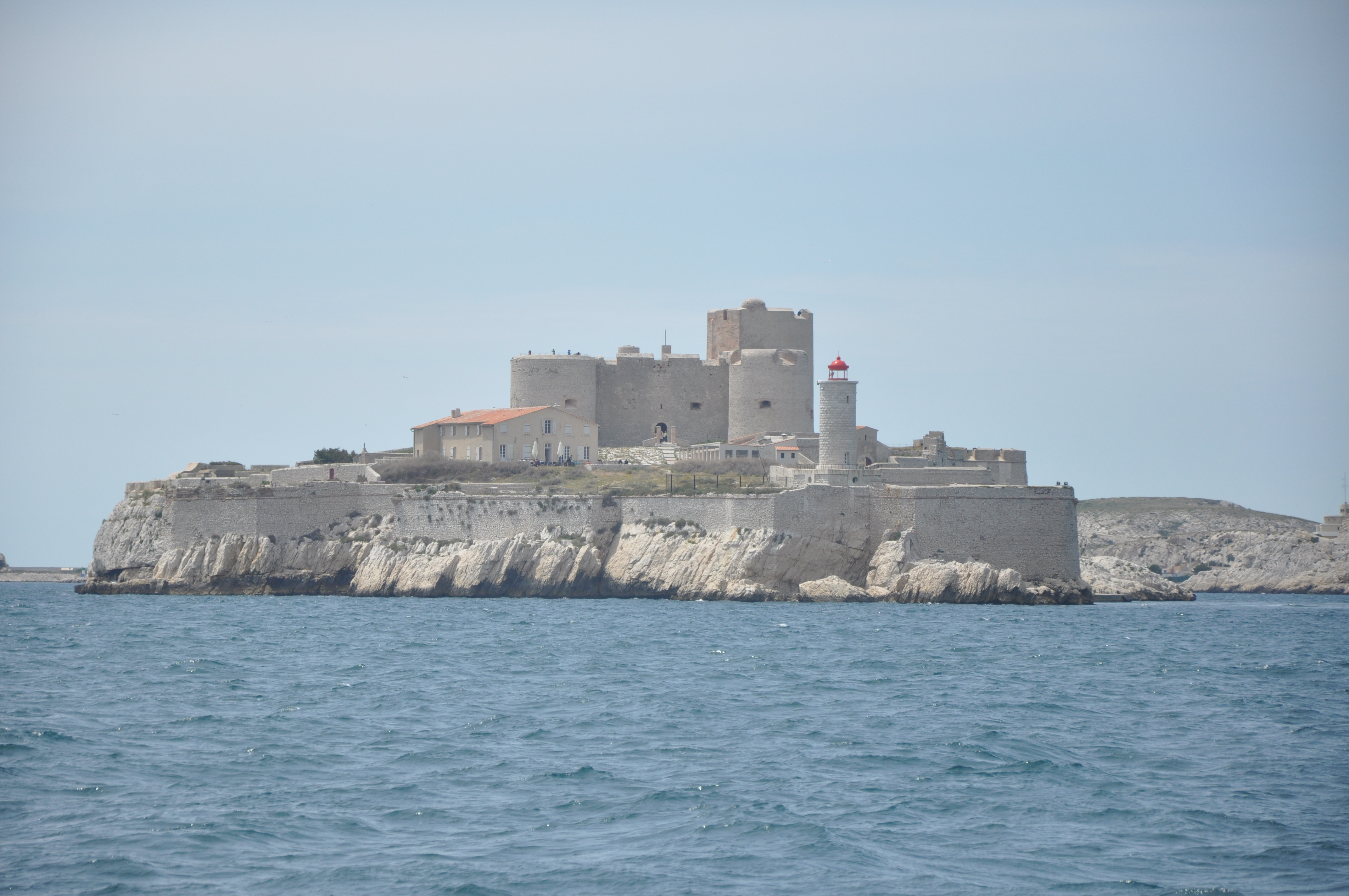
이프 성채

이프 성채에서 6년간 독방에 갇혀 지내던 당테스는 자살 직전에 이르렀을 때, 또 다른 수감자인 파리아 신부를 만난다. 이탈리아 출신의 학자이자 성직자인 그는 탈출용 터널을 파다가 실수로 당테스의 감방으로 통하는 구멍을 뚫게 된다. 신부는 당테스가 누구에 의해 투옥되었는지 추리할 수 있도록 도와준다. 이후 8년 동안 파리아는 당테스에게 언어, 역사, 문화, 수학, 화학, 의학, 과학을 가르친다. 카탈렙시로 죽음이 임박했음을 알고 제자를 아끼게 된 파리아는 당테스에게 몬테크리스토섬에 숨겨진 거대한 보물의 위치를 알려준다.
1829년 2월 28일, 파리아가 사망한다. 당테스는 파리아의 시신을 자신의 감방으로 옮기고 매장용 자루에 들어간다. 바다에 던져졌을 때 당테스는 자루를 찢고 근처 섬까지 헤엄쳐 간다. 그는 자신을 난파된 선원이라고 주장하며 제노바 밀수업자들에게 구조된다. 몇 달 후 그는 보물을 찾아내 확보한다. 이후 토스카나 정부로부터 몬테크리스토섬과 백작 작위를 구매한다.
당글라르, 몬데고, 빌포르에게 복수를 맹세한 당테스는 복수를 위한 정보를 찾으러 마르세유로 돌아온다. 부소니 신부로 변장한 당테스는 카드루스를 찾아가는데, 카드루스는 당테스의 체포를 막지 못한 것을 후회하고 있었다. 카드루스는 메르세데스가 결국 페르낭과 결혼했다는 것, 당테스의 아버지가 굶어 죽었다는 것, 그리고 옛 고용주 모렐이 당테스의 석방을 위해 노력하고 그의 부재 중에 아버지를 돌보려 했으나 헛수고였고 지금은 파산 직전이라는 것을 알려준다. 당글라르와 페르낭은 크게 성공했다. 당글라르는 투기꾼이 되어 막대한 재산을 모았고, 부유한 과부와 결혼하여 남작이 되었다. 페르낭은 프랑스 군대에서 중령까지 승진했다. 당테스는 카드루스에게 다이아몬드로 보상한다. 후에 카드루스는 보석상과 다이아몬드 판매를 협상하면서 다이아몬드와 돈을 모두 차지하기 위해 보석상을 살해한다. 결국 그는 체포되어 징역형을 선고받는다.
당테스는 모렐을 파산에서 구하기 위해 은행가로 위장하여 모렐의 부채를 사들이고 3개월의 유예 기간을 준다. 3개월이 끝날 무렵, 모렐이 자살하려는 순간 부채가 신비롭게 변제되었다는 것과 실종됐던 그의 배가 화물을 가득 싣고 돌아왔다는 것을 알게 된다. 이는 당테스가 몰래 배를 수리하고 화물을 실어 보낸 것이었다.

### 복수
당테스는 9년 후인 1838년, 신비로운 부호 몬테크리스토 백작으로 다시 나타난다. 페르낭은 이제 모르세프 백작이 되었고, 당글라르는 남작이자 은행가가 되었으며, 빌포르는 왕실 검사가 되어 있었다.
로마의 사육제 기간에 당테스는 메르세데스와 페르낭의 아들인 알베르 드 모르세프 자작과 친분을 맺는다. 그는 알베르가 도적 루이지 밤파에게 납치되도록 조종한 뒤 "구출"함으로써 그의 신뢰를 얻는다. 알베르는 백작을 파리 상류 사회에 소개한다. 백작으로 변장한 당테스는 23년 만에 처음으로 메르세데스를 만나고, 결국 당글라르, 페르낭, 빌포르와도 인연을 맺게 된다.

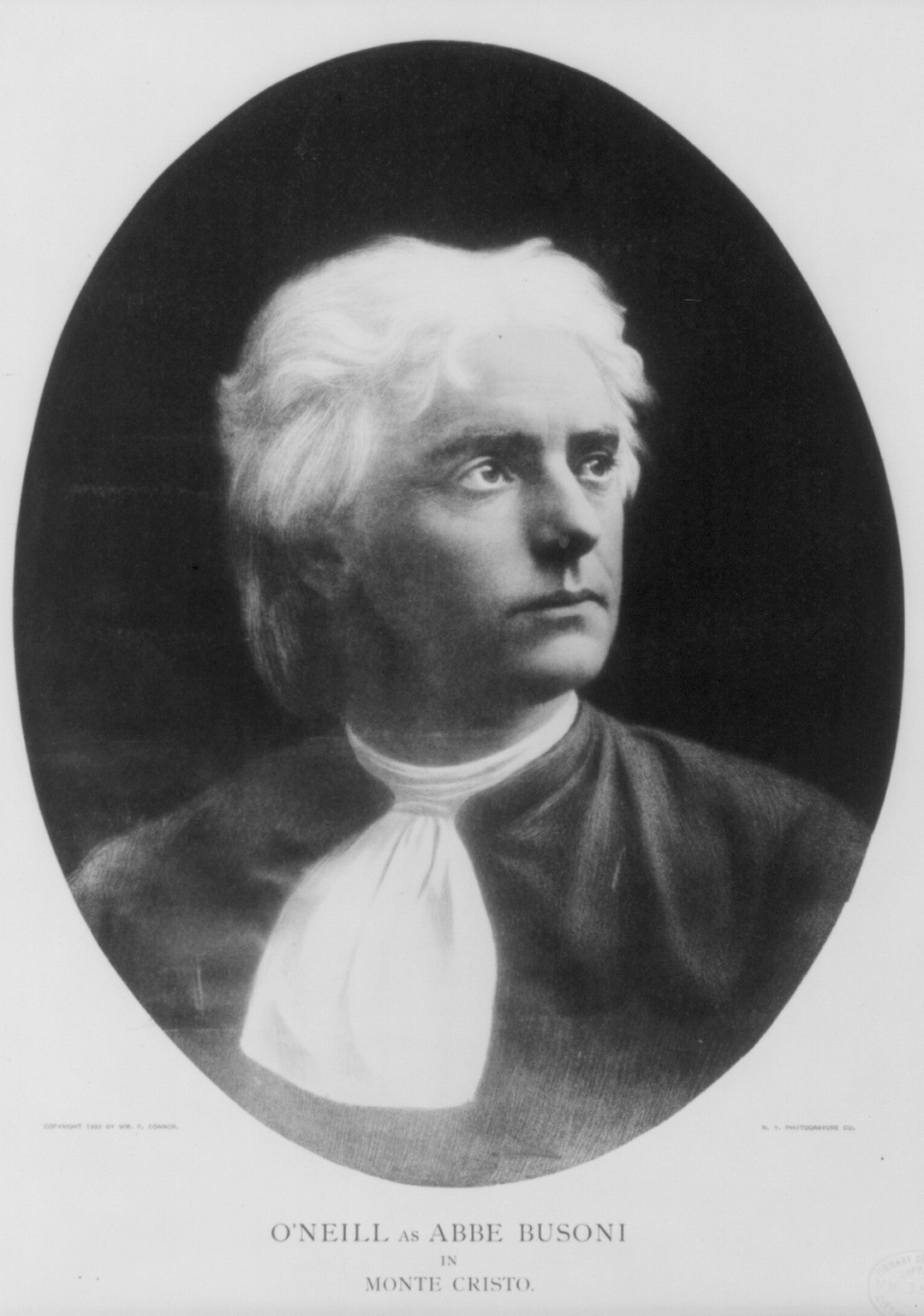
제임스 오닐이 연기한 부소니 신부

백작은 파리 교외 오퇴유에 집을 구입한다. 그는 하인 베르투치오를 통해 이곳이 빌포르가 당글라르의 아내와 불륜을 저지르고, 그 일을 은폐하기 위해 그들 사이에서 태어난 아이를 생매장했던 집이라는 사실을 알게 된다. 그 영아는 베르투치오에 의해 구조되어 베네데토라는 이름을 받았고 베르투치오의 여동생 아순타가 키웠으나, 베네데토는 젊은 시절 범죄의 길로 들어서 아순타를 살해하고 징역형을 선고받았다.
파리 사교계에 자신의 부와 신비로운 분위기로 깊은 인상을 남긴 백작은 복수의 수를 하나씩 놓기 시작한다. 그는 당글라르를 설득해 600만 프랑의 신용 대출을 받는다. 빌포르의 두 번째 부인 엘로이즈와 각종 독의 특성에 대해 논하며 그녀가 자신의 독약을 빌려가도록 허락한다. 그는 자신의 피보호자인 하이데 - 당테스가 노예 신분에서 해방시킨 야니나의 알리 파샤의 유배된 딸 - 가 페르낭을 보도록 허락하는데, 하이데는 그를 자신의 아버지를 배신하고 살해한 뒤 재산을 훔친 자로 알아본다. "로드 윌모어"라는 가명으로 베네데토와 카드루스를 감옥에서 풀어준 그는, 익명으로 베네데토를 고용해 "안드레아 카발칸티 자작"이라는 이탈리아 귀족으로 가장하게 하고 파리 사교계에 소개한다. 그는 전신 기사를 매수해 거짓 메시지를 전달하게 함으로써 금융 시장을 조작하여 당글라르가 수십만 프랑의 손실을 입게 만든다.
한편 빌포르의 딸 발렌틴은 알베르의 친구 프란츠와 약혼하지만 비밀리에 모렐의 아들 막시밀리앵을 사랑한다. 그녀의 할아버지 누아르티에는 자신이 결투에서 프란츠의 아버지를 죽였다는 사실을 밝힘으로써 프란츠가 약혼을 파기하도록 유도한다. 베네데토는 당글라르의 환심을 사 그의 딸 외즈니와의 약혼이 알베르와 파기된 후 그녀와 약혼하게 된다. 카드루스는 베네데토를 협박하며 그의 과거를 폭로하겠다며 새로 얻은 재산을 나눠 달라고 한다. 엘로이즈는 빌포르 가문의 재산이 의붓딸 발렌틴이 아닌 자신의 아들 에두아르에게 상속되도록 가족들을 독살하기 시작한다. 누아르티에는 비밀리에 발렌틴에게 독에 대한 제한적인 내성을 키워주는 약을 투여하기 시작한다.
카드루스는 백작의 저택을 도둑질하려다 "부소니 신부"에게 발각되어 당글라르에게 "카발칸티"가 사기꾼이라고 폭로하는 편지를 쓰도록 강요받는다. 카드루스가 저택을 나설 때 베네데토가 그를 칼로 찌른다. 카드루스는 임종 직전 자신을 살해한 범인의 이름을 밝히고, 백작은 카드루스가 죽기 전에 자신의 진짜 정체를 밝힌다.
백작은 익명으로 페르낭이 알리 파샤를 배신했다는 사실을 신문에 유출하고, 귀족원의 조사에서 하이데가 목격자로서 그에 대해 증언한다. 알베르는 아버지의 몰락을 백작의 탓으로 돌리고 결투를 신청한다. 백작은 후에 메르세데스의 방문을 받는다. 그녀는 첫 만남에서 그를 당테스로 알아보았지만 아무 말도 하지 않기로 했었다. 메르세데스는 당테스에게 아들을 살려달라고 간청한다. 당테스는 자신이 당한 부당한 처사에 대해 이야기하지만, 알베르를 죽이지 않기로 약속한다. 당테스가 알베르에게 자신을 죽이게 하려 한다는 것을 깨달은 그녀는 알베르에게 진실을 밝히고, 알베르는 공개적으로 백작에게 사과한다. 알베르와 메르세데스는 페르낭을 절연하고 작위와 재산을 포기한 뒤 새로운 삶을 시작하기 위해 떠난다. 알베르는 군인으로 입대하고, 메르세데스는 마르세유에 있는 당테스의 옛집에서 홀로 살아간다. 페르낭은 몬테크리스토 백작과 대면하고 그의 정체를 알게 되자 자살한다.

### 결말과 동방으로의 귀환
막시밀리앵 모렐은 발렌틴이 죽은 것으로 알고 절망에 빠져 자살을 고민한다. 당테스는 자신의 진짜 정체를 밝히고 막시밀리앵을 설득해 자살을 한 달 미루게 한다. 한 달 후, 몬테크리스토섬에서 그는 발렌틴을 막시밀리앵과 재회하게 하고 실제로 일어났던 일의 전말을 밝힌다. 평화를 찾은 당테스는 자신의 재산 일부를 이 연인들에게 남기고, 자신에 대한 사랑을 고백한 하이데와 함께 새로운 삶을 시작하기 위해 동방으로 떠난다. 소설은 다음과 같은 마지막 문장으로 끝을 맺는다. "인간의 모든 지혜는 '기다림과 희망'이라는 이 두 단어에 담겨있다."

## 줄거리의 배경 요소
《몬테크리스토 백작》이 쓰이기 전인 1843년에 뒤마의 단편 소설 《조르주》가 출간되었다. 이 소설은 뒤마가 《몬테크리스토 백작》에서 많은 아이디어와 플롯 장치를 재사용했다는 점에서 학자들의 특별한 관심을 받고 있다.
뒤마는 자신의 소설 《몬테크리스토 백작》의 한 주제인 복수라는 아이디어의 싹은 파리 경찰 기록 보관소의 기록관이 1838년 프랑스에서 일어난 사건들에 대해 쓴 회고록에 실린 일화(《다이아몬드와 복수》, Le Diamant et la Vengeance)에서 얻었다고 밝혔다. 이 기록관은 자크 푀셰였으며, 그의 다권 저서는 영어로 《파리 경찰 기록 보관소의 회고록》(Memoirs from the Archives of the Paris Police)이라고 불렸다. 뒤마는 1846년에 출간된 자신의 소설 판본 중 하나에 이 에세이를 포함시켰다.
푀셰는 1807년 님에 살았던 제화공 피에르 피코의 이야기를 전한다. 그는 부유한 여성과 결혼을 앞두고 있었으나, 질투심 많은 세 친구가 프랑스와 영국 간의 전쟁 시기에 영국을 위해 첩보 활동을 한다고 거짓으로 고발했다. 피코는 페네스트렐 요새에서 일종의 가택연금을 당했고, 그곳에서 부유한 이탈리아 성직자의 하인으로 일했다. 성직자는 죽을 때 자신이 아들처럼 여기게 된 피코에게 전 재산을 남겼다. 이후 피코는 자신의 불행을 초래한 세 사람에 대한 복수를 계획하며 수년을 보냈다. 그는 첫 번째 사람을 "넘버 원"이라는 글자가 새겨진 단검으로 찔렀고, 두 번째 사람은 독살했다. 세 번째 사람의 아들은 범죄의 길로 이끌었고 딸은 매춘으로 이끈 뒤, 마침내 그 자신을 칼로 찔렀다. 루피앙이라는 이름의 이 세 번째 사람은 피코가 체포되어 있는 동안 피코의 약혼녀와 결혼했다.
애쉬턴-울프가 전한 또 다른 실화에서 푀셰는 한 가정에서 일어난 독살 사건을 묘사한다. 이 이야기는 플레이아드판 소설에도 언급되어 있으며, 빌포르 가문 내의 살인 사건을 다룬 장의 모델이 되었을 것으로 여겨진다. 플레이아드판의 서문에는 실제 있었던 다른 출처들도 언급되어 있다. 파리아 신부라는 사람은 실존 인물로, 투옥되었으나 감옥에서 죽지 않았다. 그는 1819년에 사망했으며 누구에게도 큰 유산을 남기지 않았다. 당테스의 경우, 푀셰의 책에 나오는 모델과는 운명이 매우 다른데, 그 모델은 이야기 속 "카드루스"에 의해 살해되기 때문이다.